# Danh sách di sản thế giới tại Yemen

Yemen phê chuẩn công ước Di sản thế giới từ năm 1980. Tính đến hiện tại, quốc gia này đã có bốn địa điểm được UNESCO công nhận là Di sản thế giới. Khu phố cổ của Shibam là di sản đầu tiên được công nhận vào năm 1982, trong khi di sản gần đây nhất được công nhận là Quần đảo Socotra được công nhận vào năm 2008. Đó cũng là di sản tự nhiên duy nhất của Yemen tính đến thời điểm hiện tại. Yemen cũng duy trì số lượng di sản dự kiến được UNESCO xem xét công nhận trong tương lai.

## Danh sách

### Danh sách di sản
| Tên                               | Hình ảnh                                     | Vị trí                                                                              | Tiêu chuẩn                | Diện tích km vuông | Năm công nhận | Mô tả | Tham chiếu |
| --------------------------------- | -------------------------------------------- | ----------------------------------------------------------------------------------- | ------------------------- | ------------------ | ------------- | --- | ---------- |
| Thành phố cũ của thành phố Shibam | Shibam                                       | Shibam, Hadhramaut 15°55′37″B 48°37′36″Đ / 15,92694°B 48,62667°Đ                    | Văn hóa: (iii), (iv), (v) |                    | 1982          | Thành phố có tường bao quanh thế kỷ 16 của Shibam là một trong những ví dụ lâu đời nhất và tốt nhất về quy hoạch đô thị theo chiều dọc, với những ngôi nhà tháp bằng gạch bùn riêng biệt, nó được gọi là "Manhattan của sa mạc". | [ 2 ]      |
| Thành phố cũ Sana'a               | Sana'a                                       | Sana'a 15°20′54″B 44°12′23″Đ / 15,34833°B 44,20639°Đ                                | Văn hóa: (iv) (v) (vi)    |                    | 1986          | Nằm trong một thung lũng núi, Sana'a là nơi sinh sống liên tục trong hơn 2.500 năm. Nó đã trở thành một trung tâm truyền bá Hồi giáo trong thế kỷ thứ 7 và thứ 8. Thành phố này là nơi có những ngôi nhà tháp có mái vòm độc đáo, ngoài 103 nhà thờ Hồi giáo và 14 phòng tắm hammam được xây dựng trước thế kỷ 11. | -          |
| Thị trấn lịch sử Zabid            | Zabid                                        | Zabid, Al Hudaydah 14°12′0″B 43°19′0″Đ / 14,2°B 43,31667°Đ                          | Văn hóa: (ii) (iv) (vi)   |                    | 1993          | Zabid là thủ đô của Yemen từ thế kỷ 13 đến thế kỷ 15. Đại học Hồi giáo của nó đóng góp rất nhiều vào sự truyền bá kiến thức Hồi giáo. | [ 4 ]      |
| Quần đảo Socotra                  | Loài cây đặc hữu huyết rồng trên đảo Socotra | Hidaybu và Qulensya Wa Abd Al Kuri, Socotra 12°30′36″B 53°55′12″Đ / 12,51°B 53,92°Đ | Thiên nhiên: (x)          | 3.796              | 2008          | Socotra là quần đảo gồm 4 đảo nằm ở phía tây bắc Ấn Độ Dương gần vịnh Aden. Khu vực này có tầm quan trọng phổ biến vì sự đa dạng sinh học của nó với hệ thực vật và động thực vật phong phú. Trong số 825 loài thực vật tại đây thì 37% không có bất cứ ở nơi nào khác. Ngoài ra là 90% loài bò sát, 95% loài ốc sên cũng không thể tìm thấy ở bất cứ nơi nào khác trên Trái Đất. Khu vực này cũng hỗ trợ môi trường sống cho các quần thể chim biển có ý nghĩa toàn cầu trong đó có rất nhiều loài bị đe dọa. Khu vực biển xung quanh cũng là nơi có mặt của 253 loài san hô, 730 loài cá và 300 loài cua, tôm. | [ 5 ]      |

### Danh sách di sản dự kiến
Dưới đây là danh sách các di sản dự kiến của Yemen
- Khu vực khảo cổ học Ma'rib
- Thành phố lịch sử Saada (2002)
- Thành phố lịch sử Thula (2002)
- Madrasa Amiriya của Rada (2002)
- Jibla và môi trường xung quanh (2002)
- Vùng núi Jabal Haraz (2002)
- Jabal Bura (2002)
- Khu vực ven biển Balhaf/Burum (2002)
- Khu vực Hawf (2002)
- Vùng biển Sharma/Jethmun (2002)